# Joe R. Lansdale
Joe R. Lansdale (Gladewater, 28 oktober 1951) is een Amerikaans schrijver. Hij schrijft boeken en verhalen in verschillende genres, zoals western, horror, sciencefiction en mystery. Hiervoor won hij onder meer de British Fantasy Award, de Edgar Allan Poe Award en meerdere Bram Stoker Awards. Daarnaast heeft hij - in mindere mate - geschreven voor comics, film, animatie- en televisieseries. Verschillende verhalen van Lansdale zijn verfilmd, zoals in de films Bubba Ho-Tep, Incident on and Off a Mountain Road, Christmas with the Dead, Cold in July en de televisieserie Hap and Leonard.
De verhalen van Lansdale zijn vaak grof, grimmig en bizar, maar vaak ook met een typische eigenzinnige humor.

## Boeken en verhalen
Lansdale maakte in 1981 zijn romandebuut met het horrorboek Act of Love, over een seriemoordenaar en de jacht op hem door de politie. Hij bracht in 1983 Texas Night Riders uit, waarna in 1985 het eerste deel van zijn eerste serie verscheen: Mark Stone: MIA Hunter. Hierbij zijn naast hem ook schrijvers Stephen Mertz, Michael Newton en Bill Crider betrokken.
Lansdale publiceerde in 1990 het eerste deel van een boekenserie met de personages 'Hap Collins' en 'Leonard Pine' in de hoofdrollen, getiteld Savage Season. Deze reeks gaat over twee vrienden die samenwerken als privédetectives. Na meer dan tien boeken over de twee, begon in 2016 een televisieserie gebaseerd op deze verhalen. Lansdale begon in 1988 de Drive-In-serie en bracht van 2001 tot en met 2019 de Ned the Seal-trilogie uit.
Lansdale schreef hiernaast meer dan dertig andere boeken en meer dan dertig bundels met korte verhalen.

## Andere publicaties
Lansdale schreef ook voor andere media. Zo schreef hij losse delen van comics, miniseries en graphic novels voor onder meer Marvel, DC, Dark Horse, Topps, Kitchen Sink en IDW Publishing. Hieronder vallen verhalen over Jonah Hex, Conan the Barbarian, Jack the Ripper, 30 Days of Night en H.P. Lovecrafts The Dunwich Horror. Hij is ook de schrijver van een aantal boeken rondom Batman.
Lansdale schreef hiernaast scripts voor afleveringen van animatieseries als Batman: The Animated Series, Superman: The Animated Series en The New Batman Adventures. Daarnaast was hij schrijver van de scripts voor de film Creepers (2014) en de animatiefilm Son of Batman (2014). Hij is ook betrokken bij de op zijn eigen gelijknamige boekenreeks gebaseerde televisieserie Hap and Leonard.

## Biografie[1]

### Series
Hap and Leonard
- 1990 - Savage Season
- 1994 - Mucho Mojo
- 1995 - The Two-Bear Mambo
- 1997 - Bad Chili
- 1998 - Rumble Tumble
- 1999 - Veil's Visit: a Taste of Hap and Leonard (verhalenbundel)
- 2001 - Captains Outrageous
- 2009 - Vanilla Ride
- 2011 - Devil Red
- 2011 - Hyenas: a Hap and Leonard Novella (novelle)
- 2013 - Dead Aim (novelle)
- 2015 - Briar Patch Boogie: A Hap and Leonard Novelette (verhaal, 56 blz.)
- 2016 - Honky Tonk Samura
- 2016 - Hap and Leonard (verhalenbundel)
- 2016 - Hap and Leonard Ride Again (verhalenbundel)
- 2016 - Hoodoo Harry (novelle)
- 2017 - Coco Butternut: A Hap and Leonard Novella (novelle)
- 2017 - Rusty Puppy (Hap Collins and Leonard Pine)
- 2017 - Hap and Leonard: Blood and Lemonade (mozaïekroman)
- 2017 - Cold Cotton: A Hap and Leonard Novella (novelle)
- 2018 - Jackrabbit Smile
- 2019 - The Elephant of Surprise
- 2019 - The Big Book of Hap and Leonard (omnibus)
- 2020 - Of Mice and Minestrone: Hap and Leonard: The Early Years (verhalenbundel)
- 2022 - Born for Trouble: The Further Adventures of Hap and Leonard (verzameling[2])

Drive-In
- 1988 - The Drive-In: A "B" Movie with Blood and Popcorn, Made in Texas
- 1989 - The Drive-In 2: Not Just One of Them Sequels
- 2005 - The Drive-In: The Bus Tour
- 2009 - The Complete Drive-In (omnibus)

Ned the Seal
- 2001 - Zeppelins West
- 2005 - Flaming London
- 2010 - Flaming Zeppelins: The Adventures of Ned the Sea (omnibus)
- 2020 - The Sky Done Ripped

Mark Stone: MIA Hunter 
- 1985 - Hanoi Deathgrip
- 1985 - Mountain Massacre
- 1987 - Saigon Slaughter
- 2015 - M.I.A. Hunter (omnibus)

### Losstaand
- 1981 - Act of Love
- 1983 - Texas Night Riders
- 1986 - Dead in the West
- 1986 - The Magic Wagon
- 1987 - The Nightrunners
- 1989 - Cold in July
- 1995 - Tarzan: The Lost Adventure (ook verschenen als vierdelige comicserie[3])
- 1998 - The Boar
- 1999 - Freezer Burn
- 1999 - Waltz of Shadows
- 2000 - The Big Blow (Bram Stoker Award)
- 2000 - Blood Dance
- 2000 - The Bottoms (Edgar Allan Poe Award)
- 2002 - A Fine Dark Line
- 2004 - Sunset and Sawdust
- 2007 - Lost Echoes
- 2008 - Leather Maiden
- 2011 - All the Earth, Thrown to the Sky
- 2012 - Edge of Dark Water
- 2012 - In Waders from Mars
- 2013 - The Thicket
- 2015 - Paradise Sky
- 2015 - Fender Lizards
- 2016 - Hell's Bounty
- 2017 - Bubba and the Cosmic Bloodsuckers (prequel voor Bubba Ho-Tep)
- 2020 - Jane Goes North
- 2020 - More Better Deals
- 2020 - Big Lizard
- 2021 - Moon Lake
- 2023 - The Donut Legion

### Novelles
- 1999 - Something Lumber This Way Comes
- 2010 - Under the Warrior Star
- 2012 - A Bone Dead Sadness
- 2013 - The Ape Man's Brother
- 2013 - Hot in December
- 2014 - Prisoner 489
- 2014 - Black Hat Jack
- 2017 - The Case of the Bleeding wall-A Dana Roberts Mystery (samen met dochter Kasey Lansdale)
- 2021 - Radiant Apples

### Verhalenbundels
- 1989 - By Bizarre Hands
- 1991 - Stories by Mama Lansdale's Youngest Boy
- 1993 - Bestsellers Guaranteed
- 1994 - Electric Gumbo: A Lansdale Reader
- 1994 - Writer of the Purple Rage
- 1996 - The Good, The Bad, and the Indifferent
- 1998 - Private Eye Action, As You Like It
- 1999 - Triple Feature
- 1999 - The Long Ones: Nuthin' But Novellas (verzameling van vier novelles[4])
- 2000 - High Cotton: Selected Stories of Joe R. Lansdale
- 2002 - For a Few Stories More
- 2003 - A Little Green Book of Monster Stories
- 2004 - Bumper Crop
- 2004 - Mad Dog Summer and Other Stories (Bram Stoker Award)
- 2005 - The King and Other Stories
- 2007 - The God of the Razor
- 2007 - The Shadows, Kith and Kin
- 2009 - Sanctified and Chicken Fried
- 2009 - Unchained and Unhinged
- 2010 - The Best of Joe R. Lansdale
- 2010 - Deadman's Road
- 2010 - By Bizarre Hands Rides Again
- 2012 - Trapped in the Saturday Matinee
- 2013 - Deadman's Road
- 2013 - Bleeding Shadows
- 2014 - A Pair of Aces
- 2015 - The Tall Grass and Other Stories
- 2016 - Dead on The Bones: Pulp on Fire
- 2018 - Terror is Our Business: Dana Roberts' Casebook of Horrors (samen met zijn dochter Kasey Lansdale)
- 2018 - Driving to Geronimo's Grave and Other Stories
- 2018 - Cosmic Interruptions
- 2019 - Blood in the Gears
- 2020 - Wet Juju
- 2020 - Fishing for Dinosaurs and Other Stories[5]
- 2021 - Apache Witch and other Poetic Observations
- 2021 - Gothic Wounds
- 2022 - The Events Concerning (verzameling van twee novelles[6])
- 2023 - Things Get Ugly: The Best Crime Stories of Joe R. Lansdale
- 2023 - The Senior Girls Bayonet Drill Team and Other Stories

- Bibsys: 12057493
- Biblioteca Nacional de España: XX993713
- Bibliothèque nationale de France: cb121987846 (data)
- CiNii: DA10889313
- Gemeinsame Normdatei: 113139128
- International Standard Name Identifier: 0000 0001 1441 398X
- Library of Congress Control Number: n85146032
- MusicBrainz: 4feda84b-bff4-41a2-bac1-fea69fd5e4e4
- Bibliotheek van het Japanse parlement: 00470112
- Nationale Bibliotheek van Tsjechië: jo2003197100
- Nationale bibliotheek van Australië: 35783762
- Nationale Bibliotheek van Israël: 987007401248305171
- Nationale en Universitaire bibliotheek Zagreb: 000322181
- Nederlandse Thesaurus van Auteursnamen: 140901876
- Réseau des bibliothèques de Suisse occidentale: 02-A003495660
- Istituto Centrale per il Catalogo Unico: RAVV085347
- Système universitaire de documentation: 030606411
- Trove: 1085806
- Virtual International Authority File: 34504198
- WorldCat: E39PBJxMpWfvkbYtTqyvPhQQbd